# Aerospace Valley
Aerospace Valley – francuska grupa firm inżynierii lotniczej i ośrodków badawczych. Klaster znajduje się w regionach Oksytanii i Akwitanii, w południowo-zachodniej Francji i jest skoncentrowany głównie w okolicach Bordeaux i Tuluzy.
Ponad 500 firm członkowskich (w tym Airbus, Air France Industries i Dassault Aviation) odpowiada za około 120 000 miejsc pracy w przemyśle lotniczym i kosmicznym. Ponadto około 8500 naukowców pracuje w powiązanych firmach i instytucjach oraz na trzech głównych wydziałach inżynierii kosmicznej: ENAC, IPSA i SUPAERO.
Deklarowanym celem klastra jest stworzenie od 40 000 do 45 000 nowych miejsc pracy do 2026 roku. Od momentu powstania w 2005 roku klaster uruchomił około 220 projektów badawczych o łącznym budżecie 460 mln euro, w tym 204 mln euro dofinansowania rządowego.